# Слободанюк Олександр Вікторович
Олекса́ндр Ві́кторович Слободаню́к (7 січня 1972 — 19 січня 2020) — молодший сержант Збройних сил України, учасник російсько-української війни.

## Життєпис
Народився 1972 року в селі Неділкове (Савранський район, Одеська область). Походить з родини військових, яка приїхала із Владивостоку. Мешкав у місті Первомайськ (Миколаївська область) де закінчив школу № 15. Здобув вищу освіту в Одеському інституті внутрішніх справ. З середини 1990 років працював в слідчих органах, у містах Саврань та Києві, загалом мав 20 років вислуги офіцера. Вийшов на пенсію за вислугою років. Окрім того, працював у сфері охорони громадського порядку та безпеки.
На війні від самого початку. Проходив службу в мобільній прикордонній заставі, протягом 2015—2016 років — у 80-й бригаді, воював у Гранітному. Згодом — молодший сержант, командир відділення — командир мотопіхотного взводу 72-ї бригади.
19 січня 2020 року загинув внаслідок ворожого обстрілу поблизу хутора Вільний (Золоте-4) — був поранений під час обстрілу, а потім зазнав смертельного поранення кулею снайпера.
23 січня 2020-го похований у Первомайську.
Без Олександра лишились батьки, сестра та двоє дітей.

## Нагороди та вшанування
- Указом Президента України № 50/2020 від 11 лютого 2020 року, «за особисту мужність і самовіддані дії, виявлені у захисті державного суверенітету та територіальної цілісності України», нагороджений орденом «За мужність» III ступеня (посмертно)[2].
- Вшановується в меморіальному комплексі «Зала пам'яті», в щоденному ранковому церемоніалі 19 січня[3][4].